# Uralmasch (Metro Jekaterinburg)

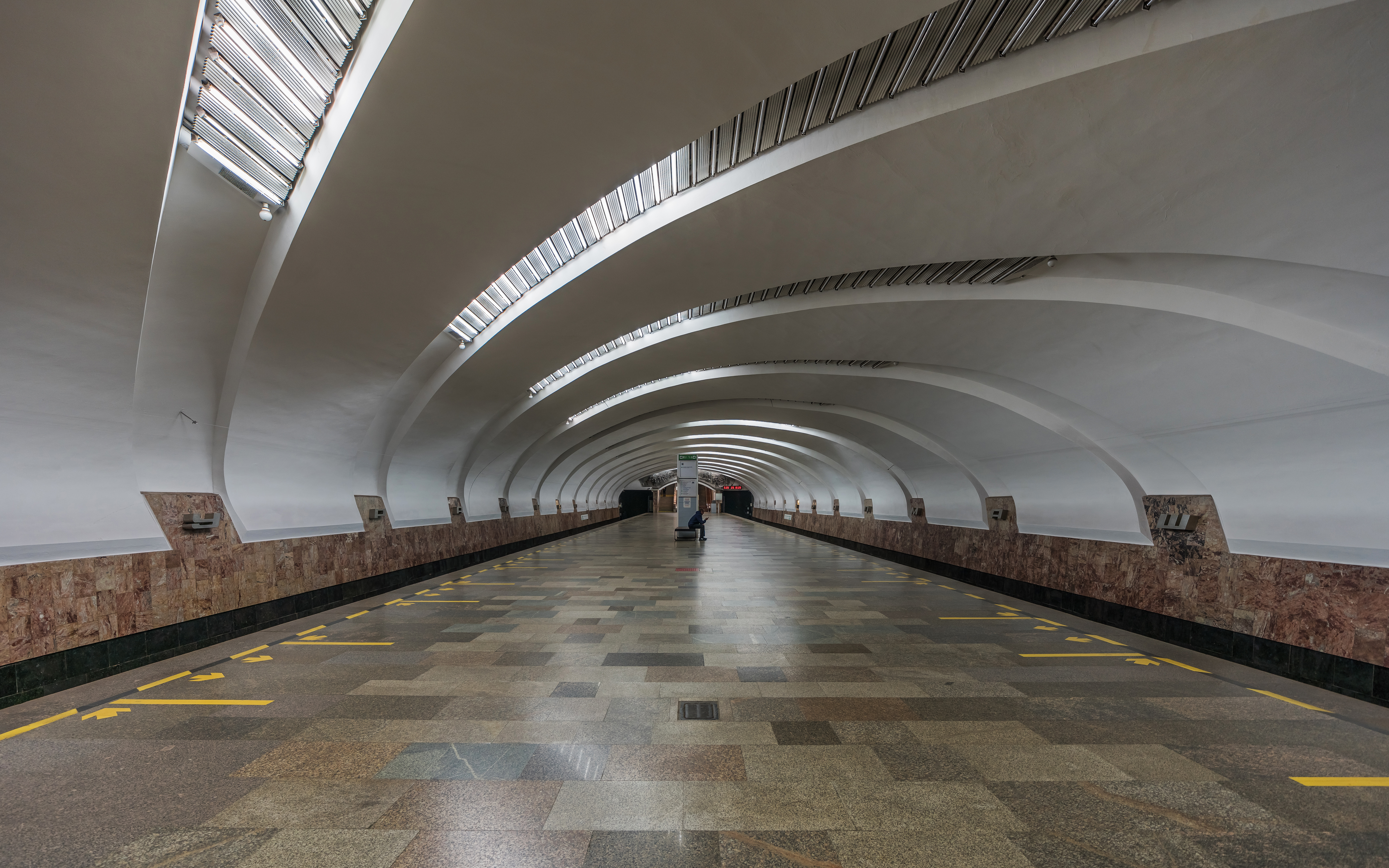
Die Bahnsteighalle

Die Station Uralmasch (russisch Уралма́ш) ist ein im April 1991 eröffneter U-Bahnhof der Metro in Jekaterinburg.

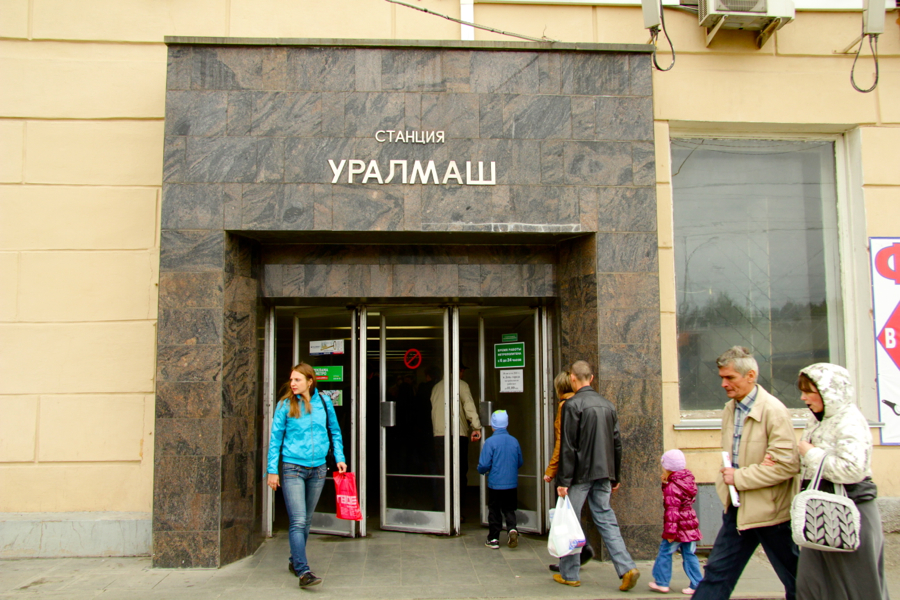
Eingang zur Metro durch ein Wohnhaus

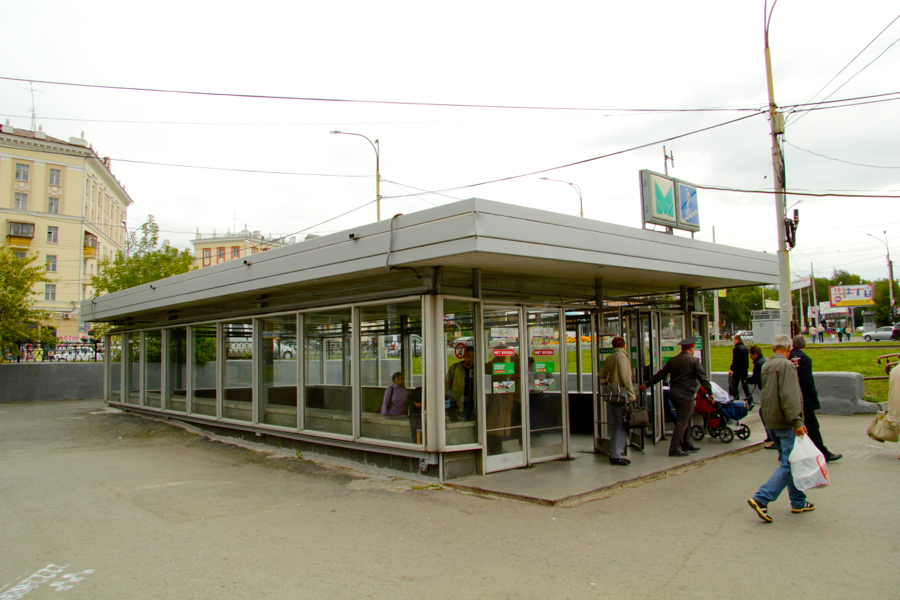
Freistehendes Eingangsgebäude

## Lage
Die Station Uralmasch liegt zwischen den Stationen Maschinostroitelei und Prospekt Kosmonawtow und befindet sich inmitten des gleichnamigen Viertels im nördlichen Stadtbezirk Ordschonikidsewski an der Kreuzung des prospekt Kosmonawtow mit den Straßen uliza Maschinostroitelei und uliza Baumana. In unmittelbarer Nähe der Station befindet sich das Gelände des Werks Uralmasch. Der Haupteingang mit seinen konstruktivistischen Gebäuden liegt jedoch einen guten Kilometer entfernt. Die Umgebung ist aber eher von Wohnhäusern unterschiedlicher Baustile und -jahre geprägt. Die Bahnsteigebene verfügt an ihrem nördlichen und südlichen Ende über je ein Vestibül und diese wiederum über insgesamt drei Ausgänge. Einer davon befindet sich nicht, wie sonst bei der Metro Jekaterinburg üblich, in einem freistehenden Eingangsgebäude, sondern in einem Wohnhaus. Am nördlichen Eingangsgebäude gibt es eine kurze Rolltreppe, die am südlichen fehlt. Die Station liegt zwischen nur sechs und acht Meter unter der Erdoberfläche. Der Bahnsteig ist 104 Meter lang.

## Geschichte

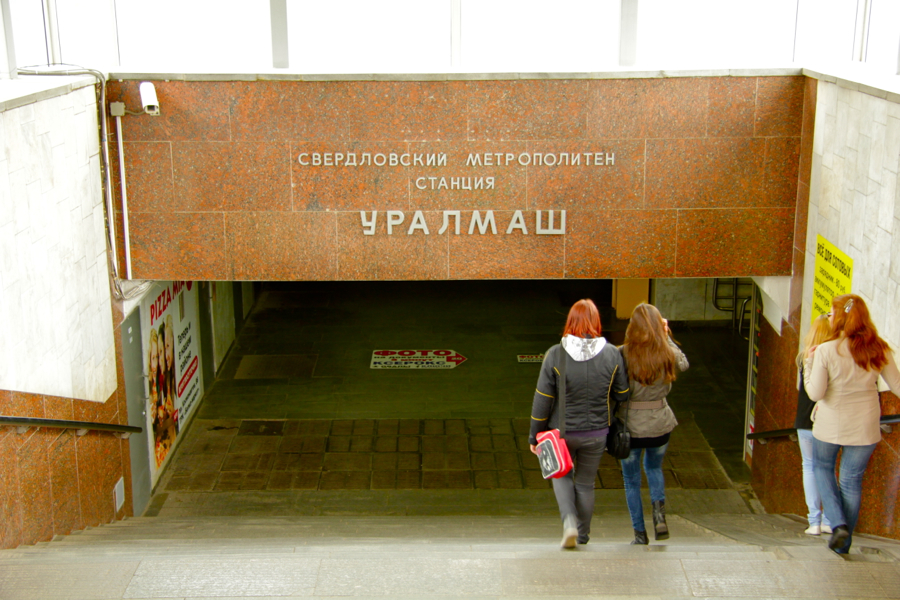
Schriftzug am Eingang in die Metro

Die Station liegt in der Mitte des ersten Bauabschnitts der Metro in Jekaterinburg, damals noch Swerdlowsk. Erste Vorbereitungsarbeiten für den U-Bahnhofbau begannen bereits im Januar 1981, als verschiedene Leitungen umgelegt wurden. Im Februar 1983 wurde mit dem Aushub der gut 300 m langen und 20 m breiten Baugrube für die Station begonnen. Sie wurde in offener Bauweise errichtet. Im September 1984 wurde mit einer Tunnelbohrmaschine vom Typ KM-34 im linken Tunnel in Richtung Süden 50 m Vortrieb geleistet. Der Durchbruch im ersten Verbindungstunnel zur südlich gelegenen Station Maschinostroitelei geschah im April 1985. Dies war ebenfalls die erste Verbindung zwischen zwei Stationen der Metro Jekaterinburg. Der zweite Südverbindungstunnel wurde im April 1986 zu Ende gebohrt. Im Februar 1987 und im Juli 1989 geschahen die Durchbrüche im linken bzw. rechten nördlichen Verbindungstunnel. Im Juni 1987 wurde begonnen, die Deckenelemente aus Stahlbeton in die Baugrube zu heben. Ab März 1988 begannen die Arbeiten am Innenausbau. Am 26. April 1991 fand die feierliche Eröffnung der neuen Metro in der Station Maschinostroitelei statt. Der erste reguläre Zug fuhr einen Tag später, am 27. April 1991. Nach Inbetriebnahme wurden die zweite Eingangshalle durch ein Wohnhaus (Januar 1997) und südlich der uliza Maschinostroitelei (Oktober 2001) eröffnet.

## Architektur

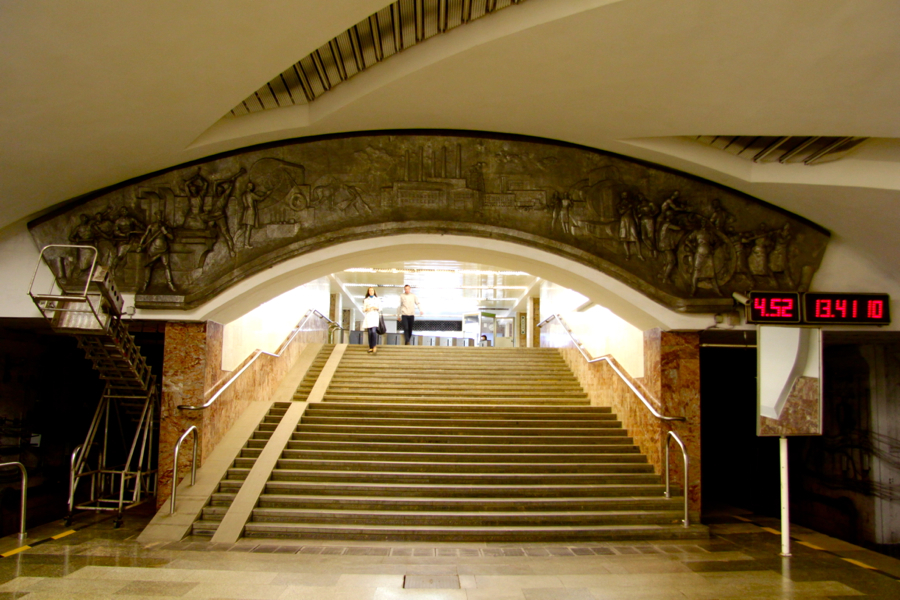
Flachrelief mit verschiedenen Arbeiterberufen

Der Bahnhof mit seinem Mittelbahnsteig hat eine langgezogene helle Kuppel. In die Decke sind parallele diagonal verlaufende Lichtbänder angeordnet, die an das Gewinde einer Schraube erinnern und den Bezug zur Industrieanlage Uralmasch, welche zur Zeit des Baus der Station eines der größten Maschinenbauwerke der Sowjetunion war, auch architektonisch herstellen. Die Lichtbänder sind mit dicht neben einander angebrachten Leuchtstoffröhren ausgefüllt. Wegen der Kuppel aus Stahlbetonteilen, die 18 m überspannt, kommt die Station ohne zusätzliche Säulen und Stützen auf dem Bahnsteig aus. Die Seitenwände sind mit grauem und grau-weißem Marmor aus Nischni Tagil verkleidet. Der Boden besteht aus polierten grauen und braunen Granitplatten.
An den Stirnseiten der Bahnhofshalle sind über den Eingängen fast über die gesamte Breite gusseiserne Flachreliefs angebracht, auf denen alle Berufe, die im Uralmasch-Werk vertreten sind, abgebildet sein sollten.

## Name
Der Bahnhof besaß während der Planungszeit, angelehnt an den Stadtbezirk und den sowjetischen Politiker Grigori Ordschonikidse, den Namen Ordschonikidsewskaja. Ebenso waren die Namen UTMS (russische Abkürzung des Werkes) und Sawodskaja (abgeleitet von dem russischen Wort für Werk, Fabrik) im Gespräch. Den heutigen Namen erhielt der U-Bahnhof, genauso wie das Stadtviertel, von der Kurzbezeichnung des Uraler Werks für Schwermaschinenbau – Uralmasch, welches ab 1933 im Norden von Jekaterinburg errichtet wurde. Die Buchstaben der Namenszüge auf dem Bahnsteig wurden vom russischen Rocksänger Wjatscheslaw Butussow entworfen.

## Verkehrsanbindung
Die Station verfügt über Umsteigemöglichkeiten zur Straßenbahn und zum Trolley- sowie Omnibus. Die große Straße prospekt Kosmonawtow, unter welcher die Station liegt, stellt außerdem eine der Hauptverbindungswege zwischen dem Stadtzentrum und dem nördlichen Stadtbezirk Ordschonikidsewski und eine Ausfallstraße in Richtung Norden dar.